# Udmattelseskrigen
Udmattelseskrigen (hebraisk: מלחמת ההתשה) er betegnelsen som bruges om en begrænset konflikt mellem Ægypten og Israel fra 1968 – 1970. Den blev indledt af Ægypten med henblik på generobring af den af Israel i Seksdageskrigen besatte Sinaihalvø. Krigen sluttede i 1970 med en våbenstilstand. Ingen af siderne havde vundet territorium.
Den ægyptiske præsident Nassers plan blev beskrevet således af hans fortrolige, journalisten Muhammad Hasanain Haikal:
| Citat | Hvis det lykkes fjenden at tilføje os et tab på 50.000 mand kan vi stadig kæmpe videre, fordi vi har menneskelige reserver; men hvis det lykkes os at tilføje fjenden et tab på 10.000 mand, vil han uvægerlig befinde sig i en situation, hvor han må ophøre med at kæmpe, fordi han ikke har de menneskelige reserver | Citat |
|       | |       |

I almindelighed bruges begrebet udmattelseskrig om enhver krig, hvor det gælder om med tiden at udtømme modstanderens kræfter, også selv om man ikke kan tilføje ham et direkte nederlag.

## Forhistorie
Den israelske hær havde meget hurtigt vundet Seksdageskrigen og tilføjet den ægyptiske hær et meget alvorligt nederlag. Hele Sinai-halvøen til Suezkanalen var på israelske hænder. Nassers arméer, som gik for at være de stærkeste i den arabiske verden, blev ikke bare slået over hele linjen, men blev også alvorligt ydmyget. Resultatet var en kraftig skamfølelse og et behov for at gøre gengæld. FN og begge supermagterne forsøgte uden held at finde en diplomatisk løsning på konflikten. Den 22. november 1967 blev Sikkerhedsrådets resolution 242 vedtaget, som forlangte en israelsk tilbagetrækning fra de "besatte områder" til gengæld for fred. Diplomatiske midler førte imidlertid ikke til noget og efter at alle arabiske lande den 1. september i Khartoum-erklæringen havde fastslået, at de ikke ønskede fred med Israel, anerkendelse af Israel eller forhandling med Israel, erklærede Nasser, at det stod klart, at "det som blev taget med vold, måtte tages tilbage med vold".
Ved hjælp af storstilede sovjetiske våbenleverancer kunne Ægypten hurtigere erstatte sine materielle tab fra Seksdageskrigen, end man havde regnet med i Israel. Hertil kom, at der var hundredvis af sovjetiske militærrådgivere i Ægypten – ved krigens begyndelse udgjorde de 1.500. Deres tilstedeværelse sammen med sovjetiske piloter og flådefartøjer truede med at eskalere konflikten til en konfrontation mellem øst og vest.

## Forløb
Udmattelseskrigen begyndte i juni 1968 med stedvis ægyptisk artilleribeskydning af den israelske frontlinje på østsiden af Suezkanalen. I de følgende måneder voksede artilleribeskydningen og kostede enkelte israelere livet. Det israelske modtræk fulgte i natten til den 30. oktober hvor helikopterbårne tropper ødelagde de vigtigste dele af den ægyptiske strømforsyning.
Strømafbrydelsen fik Nasser til at indstille fjendtlighederne i nogle måneder, hvor flere hundrede vigtige mål blev sikret mod angreb. Samtidig forstærkede Israel sine stillinger på østsiden af kanalen ved bygning af Bar-Lev-linjen, en række med 35 fæstningsanlæg i nord-sydlig retning, som var bemandet med infanterienheder.
I februar 1969 genoptog Nasser konflikten idet han erklærede våbenstilstanden fra november året før for ophævet. Den 8. marts begyndte det ægyptiske artilleri et massivt bombardement af Bar-Lev-linjen og sovjetiske MiG-21 eskadriller deltog også. Derved kom det til store israelske tab.
Den israelske hær svarede igen med angreb, som nåede dybt ind på ægyptisk område og forårsagede store skader. Selv om de ægyptiske tab var langt højere end de israelske fastholdt Nasser sin aggressive taktik. Israel kunne ganske vist i et vist omfang erstatte sine store tab, men var stærkt interesseret i en afslutning på angrebene.
Den 20. og 24. juli bombarderede næsten hele det israelske luftvåben den nordlige del af kanalområdet og ødelagde adskillige luftforsvarsstillinger foruden nogle kampvogns- og artillerienheder. Ved yderligere luftangreb indtil december blev det ægyptiske luftforsvar praktisk taget fuldstændigt ødelagt. Den kraftige artilleribeskydning kunne dermed begrænses, men beskydningen med lettere våben, ikke mindst mortérer, fortsatte.
Uden luftforsvar kunne det israelske luftvåben bevæge sig frit i ægyptisk luftrum og den 17. oktober erkendte den ægyptiske hær sit nederlag. Derefter indledtes der forhandlinger mellem supermagterne, som førte til Rogers-planen, der blev offentliggjort den 9. december. Den krævede en ægyptisk forpligtelse til at holde fred mod en israelsk tilbagetrækning fra Sinai. Begge sider afviste hårdnakket planen. Nasser håbede i stedet på at få bedre sovjetiske våben for at kunne modstå de israelske bombardementer. Sovjetunionen afviste dog i starten at levere de ønskede våben.
Den 22. januar fløj Nasser i hemmelighed til Moskva for at forhandle om den kritiske situation. Hans anmodninger om jord til luft-missiler herunder SA-6 og SA-7 blev ganske vist beredvilligt efterkommet, men til opbygningen krævedes kvalificeret personel og stærke flystyrker for at beskytte dem mod israelske luftangreb. Først da Nasser truede med at henvende sig til amerikanerne, hvis disse rådgivere ikke dukkede op, indvilligede den sovjetiske leder Leonid Bresjnev. Den sovjetiske styrke voksede fra 2.500-4.000 i januar til 10.600-12.150 den 30. juni. Hertil kom 100-150 piloter.
Sovjetunionens direkte indgriben, der foregik under betegnelsen Operation Kavkaz, viste sig problematisk for Israel. I Washington frygtede man en optrapning af konflikten og misbilligede Israels bombekampagne. Den 8. april blev en ægyptisk skole på et militært område ramt af bomber og 47 skolebørn mistede livet. Derefter ophørte Israel med den slags angreb og koncentrerede sig i stedet om installationer ved kanalen.
Dermed fik Ægypten mulighed for at opstille sine SAM raketter tættere på kanalen. Sovjetiske MiG jagere dannede den nødvendige beskyttelse af luftrummet. Den 18. april fløj 8 MiG jagere over kanalzonen og blev opfanget af 2 F-4 Phantom II jagerbombere og skudt ned. Piloterne talte med vilje russisk over radioen for at advare israelerne mod videregående skridt.
Trods store tab lykkedes det at opstille sovjetiske og ægyptiske forsvarsinstallationer tættere på kanalen uden at Israel kunne forhindre det. SAM batterierne gjorde det muligt for ægypterne at flytte deres artillerienheder så de kunne true Bar-Lev-linjen. I april 1970 blev forhandlingerne genoptaget, denne gang med USA som den primære forhandlingsleder. Den 7. august blev der indgået en våbenstilstand. Den skulle vare i tre måneder og forbød begge sider at ændre den militære situation indenfor en radius af 50 km fra våbenstilstandslinjen i 1967.
Trods våbenstilstanden opstillede Ægypten stadig SAM enheder i denne zone for at bringe sig i en bedre situation hvis våbenstilstanden ophørte. Indtil oktober blev der således placeret 100 SAM anlæg i zonen.
Nasser kunne ikke afslutte sin "Befrielse af kanalen" da han døde den 28. september 1970 af et hjerteanfald og vicepræsident Anwar Sadat blev hans efterfølger.
Under krigen døde 1.424 israelske soldater og over 3.000 blev såret. Det israelske luftvåben indrømmede at have mistet 11 fly. Det ægyptiske tab, som bestemt var langt større, er ikke officielt blevet oplyst. Den israelske historiker Benny Morris hævder i sin bog "Righteous Victims", at omkring 10.000 ægyptiske soldater og civile mistede livet og mener med henvisning til statistikere i den israelske hær, at 98 fly blev skudt ned.
Begge sider erklærede sig som sejrherrer. Ægypten hævdede at have sejret fordi de forudgående krige mod Israel i 1948, 1956 og 1967 klart blev tabt, men denne gang mistede man ingen områder. De førende kredse i Israel pegede på at den ægyptiske offensiv var blevet stoppet, og at man desuden ikke havde forsøgt på at erobre ægyptisk territorium. Desuden gik man ud fra, at Ægypten nu havde indset, at det ikke kunne slå Israel i en konventionel krig. Denne holdning måtte imidlertid til dels revideres, da Sadat næsten straks begyndte at planlægge Yom Kippur krigen, som indledtes blot tre år senere.